# 貝馬 (馬里)
15°02′38″N 9°21′14″W / 15.044°N 9.354°W
貝馬（法語：Béma），是馬里的城鎮，位於該國西部，由卡伊區的迪耶馬省負責管轄，面積1,350平方公里，海拔高度281米，2009年人口25,749，人口密度每平方公里19人。